# Motte castrale de Saint-Jean-de-Thurigneux
La motte castrale de Saint-Jean-de-Thurigneux ou poype de Ligneux est une fortification de terre, citée en 1180, qui se dresse sur la commune de Saint-Jean-de-Thurigneux dans le département de l'Ain, en région Auvergne-Rhône-Alpes.
La motte castrale fait l’objet d’une inscription au titre des monuments historiques par arrêté du 19 septembre 1989.

## Localisation
La motte castrale de Saint-Jean-de-Thurigneux est situé dans le département français de l'Ain sur la commune de Saint-Jean-de-Thurigneux. La motte a été créée artificiellement sur un site entièrement plat au centre du plateau de la Dombes, à 1,5 kilomètre à l'est de la route départementale no 88 vers Rancé et à 1,3 kilomètre au nord du village.

## Historique
Adalard de Villars, chevalier, vivant vers 1100, est mentionné comme seigneur de Ligneux. Ulric de Villars, son fils, vend la seigneurie à Étienne II de Villars, son cousin qui cède, en 1186,, le site avec le bourg qui en dépendait, castellum cum burgo, à Guichard, abbé de l'Île Barbe.
Le site, auquel est associé un prieuré de L'Île Barbe, restera possession de l'abbaye jusqu'en 1665, époque où elle le cède, en échange du fief et des terres de Pollet, près Villefranche, à Camille de Neufville de Villeroy, archevêque de Lyon.
De la famille de Villeroy, Ligneux passe, avec le marquisat de Neufville, en celles de Luxembourg et de Boufflers. Ligneux prétendait le titre de baronnie. Il était le chef-lieu d'une châtellenie de Dombes.
Le château résiste, en 1460, aux efforts des troupes d'Amédée VIII, duc de Savoie. Le site sera à partir du XVe siècle progressivement abandonné par la plupart de ses habitants et par les moines. Au XVIIe siècle, la poype était encore ceinte de murs en briques et surmontée d'une tour octogonale. Il ne subsiste plus aujourd'hui que la poype et ses fossés.

## Description
Le site qui a subi peu de bouleversement conserve son aspect originel et se compose d'une grande basse-cour à l'intérieur de laquelle se dresse le tertre.
Le tertre de forme tronconique, entouré d'un large fossé en eau, à un diamètre de 36 mètres à sa base et de 12 mètres au sommet, haut de 11 mètres. Lui est accolée au nord-ouest une basse-cour surélevée des terres environnantes. De forme elliptique elle mesure environ 100 mètres sur 200 mètres. Sa défense était assurée par un fossé et un rempart de terre. Le tertre quant à lui était séparé de la basse-cour par un rempart de terre en forme de croissant.
Des dégagement entrepris à la fin du XXe siècle ont mis en évidence les vestiges d'un grand bâtiment de forme pentagonal irrégulier construit en briques. Il s'agirait des restes d'un manoir du XVIIe siècle.